# اچ‌ام‌اس فلورا (۱۸۹۳)
اچ‌ام‌اس فلورا (۱۸۹۳) (به انگلیسی: HMS Flora (1893)) یک کشتی بود که طول آن ۳۲۰ فوت (۹۸ متر) بود. این کشتی در سال ۱۸۹۳ ساخته شد.